# Lorentz Siemonsen
Lorentz Siemonsen, (også Lorents og Simonsen), (20. august 1800 i Flensborg – 17. december 1872 i Flensborg) var en dansk-tysk præst.
Han blev født som søn af møller Marx Detlef Siemonsen og Ingeborg Christine, født Jensen. Han læste teologi på universiteterne i Kiel og Berlin. I 1823 tog han teologisk embedseksamen på Gottorp Slot i Slesvig by.
1827 blev han kapellan pro persona ved Christians Kirke (dengang Frederiks tyske Kirke) på Christianshavn, ved hvis friskole han forinden var bleven kateket, og hvor han i årene 1829-31 tillige var konstitueret. Han var påvirket af Claus Harms og Twesten, og i København holdt han gudelige forsamlinger i sin skole.
Han sluttede sig til J.C. Lindberg, og ved dennes forsamlinger holdt han en række prædikener om, hvor pinlige præstens forretninger vare, fordi folket var affaldet fra troen; af denne grund søgte han også 1831 om, at hans konstitution som sognepræst måtte blive taget tilbage. Samme år androg Lindberg og hans tilhængere om at måtte oprette en fri dansk-tysk menighed med Grundtvig og Siemonsen som præster.
1836 udnævntes han, man mente ved Dronning Caroline Amalies gunst, til sognepræst i Husby i det vestlige Angel. Her var han en nidkær og godgørende præst, men blev indviklet i den slesvig-holstenske bevægelse (tysk nationalliberalisme), og da de danske tropper 1850 kom til Husby, flygtede han, hvorfor han samme år afsattes.
Han blev genindsat i 1864 af den nye regering, men entledigedes 1866. Han var gift med Elise Sophie Frederikke, født Gøricke, datter af sognepræst ved Frederiks tyske Kirke Christian Georg Wilhelm Göricke.